# The Big Moon
Le The Big Moon sono un gruppo musicale britannico tutto al femminile formatosi a Londra nel 2014.

## Storia del gruppo
Nel primo periodo di attività il gruppo si è fatto conoscere tramite i concerti, supportando dal vivo altri gruppi più noti come The Maccabees e The Vaccines. Nel 2016 il gruppo ha firmato un contratto con Fiction Records e nel mese di aprile dello stesso anno ha pubblicato il primo EP dal titolo The Road.
Il loro album di debutto Love in the 4th Dimension, uscito nell'aprile 2017 e prodotto da Catherine Marks, è entrato nella lista dei finalisti al prestigioso Mercury Prize.
Le musiciste del gruppo collaborano al secondo album di Marika Hackman dal titolo I'm Not Your Man, uscito anch'esso nel 2017.
Nel gennaio 2020 pubblicano il loro secondo album Walking Like We Do.
In ottobre 2022 pubblicano il loro terzo album Here Is Everything.

## Formazione
- Juliette Jackson – chitarra, voce
- Sophie Nathan – chitarra, voce
- Celia Archer – basso, voce
- Fern Ford – batteria

## Discografia

### Album in studio
- 2017 - Love in the 4th Dimension
- 2020 - Walking Like We Do
- 2022 - Here Is Everything

### EP
- 2016 - The Road
- 2017 - Acoustic